# Dusona japonica
Dusona japonica là một loài tò vò trong họ Ichneumonidae.